# Enzo Ferrari
Enzo Ferrari (Modena, 20 febbraio 1898 – Modena, 14 agosto 1988) è stato un imprenditore, dirigente sportivo e pilota automobilistico italiano, fondatore dell'omonima casa automobilistica e della relativa sezione sportiva, la Scuderia Ferrari, la quale conquistò in Formula 1, con lui ancora in vita, 9 campionati del mondo piloti e 8 campionati del mondo costruttori.

Firma di Enzo Ferrari

Molti furono i soprannomi con cui Enzo Ferrari venne denominato dalla stampa e nell'ambiente sportivo, durante la sua lunga carriera, come "Il Cavaliere", "Il Commendatore", "L'Ingegnere", "Il Mago", "Il Patriarca", "Il Grande Vecchio" o "Il Drake". Quest'ultimo, uno dei più noti, si riferisce al celebre corsaro inglese Francis Drake e venne coniato dagli avversari britannici nel secondo dopoguerra, con un misto di accusa e di ammirazione, per la dimostrata capacità e determinazione di Ferrari nel perseguire e cogliere risultati sportivi di portata assai superiore alla sua piccola azienda, che gestì sempre con piglio accentratore e patriarcale e non mancando di porsi, nelle competizioni, al confine dei limiti imposti dai regolamenti tecnici.

## Biografia

### La data di nascita
Enzo Ferrari risulta essere nato a Modena il 20 febbraio 1898; secondo quanto da lui stesso raccontato, sarebbe in realtà nato il 18 febbraio, ma il padre avrebbe fatto registrare la sua nascita all'anagrafe soltanto due giorni dopo, a causa di una fortissima nevicata che avrebbe bloccato le strade impedendogli di raggiungere l'anagrafe comunale, facendolo dunque risultare come nato il 20 febbraio. La notizia della nevicata però non trova riscontro dalle osservazioni meteorologiche del 18 febbraio 1898, giorno in cui secondo l'Osservatorio Geofisico dell'Università di Modena e Reggio Emilia si registrò una temperatura minima di −1,8 °C e massima di +10,8 °C e nessun fenomeno nevoso (la stessa fonte sostiene che non nevicò mai durante tutto il mese di febbraio 1898). La nascita del piccolo Enzo fu inoltre denunciata all'anagrafe dalla levatrice, in quanto il padre era assente, come risulta dall'atto di nascita n.287/1898 custodito presso il Comune di Modena. Al riguardo, occorre peraltro aggiungere che la madre di Enzo Ferrari era solita spedire a Maranello proprio il 20 febbraio un telegramma di auguri, per il compleanno del figlio e di suo nipote.

### Infanzia e giovinezza
Il padre, Alfredo Ferrari, detto Dino (1859-1915), era originario di Carpi, in provincia di Modena, mentre la madre, Adalgisa Bisbini (1872-1965), era nata a Marano sul Panaro, sempre in provincia di Modena. La famiglia viveva al civico 85 di via Paolo Ferrari, nella casa adiacente all'officina di carpenteria meccanica fondata da Alfredo, che lavorava per le vicine ferrovie; il complesso abitativo è stato preservato e trasformato nel museo Enzo Ferrari, con l'aggiunta di una nuova galleria espositiva.
Per tradizione familiare, i primogeniti maschi che portavano il cognome Ferrari dovevano sempre chiamarsi Alfredo ed essere soprannominati Dino: non faceva eccezione il fratello maggiore di Enzo (1896-1916), che ereditò dal padre nome e soprannome. I due fratelli erano molto diversi, in quanto il primo amava studiare, mentre il secondo aveva un rendimento scolastico piuttosto scarso: dopo una doppia bocciatura in prima superiore, lasciò la scuola, preferendo lavorare nell'officina del padre (partecipando ad esempio alla realizzazione della pensilina della stazione di Giulianova nel 1914), che ne fu alquanto deluso, in quanto desiderava che il figlio diventasse ingegnere. Il giovane Enzo, per contro, ambiva a diventare tenore d'operetta, giornalista sportivo o pilota automobilistico: riscontrando abbastanza presto di non essere portato per la prima strada, si fece notare in ambito giornalistico il 16 novembre 1914, quando riuscì a far pubblicare il suo resoconto della partita di calcio Modena-Inter su La Gazzetta dello Sport. Il richiamo verso l'automobilismo infine prevalse, soprattutto allorché il padre comprò la prima automobile, una De Dion Bouton monocilindrica, poi sostituita da una Marchand a due cilindri e infine da una Diatto 4 cilindri Torpedo; fu su questi mezzi che Enzo imparò a guidare.
Nel 1915 il padre morì a causa di una polmonite; l'anno seguente morì anche il fratello, partito come volontario allo scoppio della Grande Guerra. In attesa di essere chiamato alle armi, grazie alla sua conoscenza delle macchine utensili, il diciottenne Enzo trovò impiego, in qualità di istruttore, presso l'Officina Pompieri di Modena, dove si tenevano corsi per la preparazione di operai da utilizzare nelle industrie ausiliarie. Nel 1917 venne arruolato nel Regio Esercito e assegnato al 3º Reggimento d'artiglieria alpina, ma fu congedato nello stesso anno a causa di una pleurite.

### L'attività lavorativa

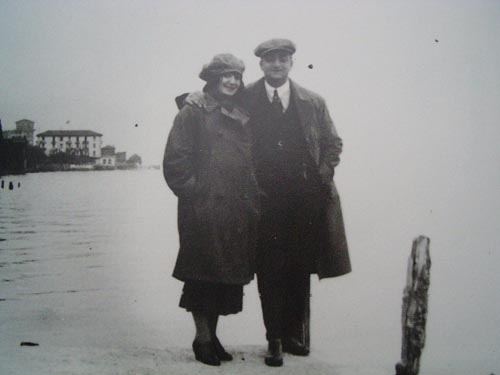
Enzo Ferrari in compagnia della moglie Laura Garello

A causa della pleurite, Ferrari fu ricoverato in condizioni critiche dapprima a Brescia e poi nella sezione "incurabili" dell'ospedale del Baraccano di Bologna. Dopo due interventi e una lunga convalescenza, riuscì a riprendersi. Ottenuta una lettera di raccomandazione dal comandante del suo corpo, si recò a Torino, dove richiese un'opportunità professionale presso la FIAT, rimediando un cortese diniego dal direttore del personale Diego Soria. Il fatto lo gettò in una profonda prostrazione:
(Enzo Ferrari parlando del rifiuto dell'assunzione in FIAT)

A rincuorarlo e convincerlo a rimanere nel capoluogo piemontese fu l'incontro, avvenuto alla stazione di Porta Nuova, con la sarta diciannovenne Laura Garello, originaria di Racconigi, con la quale si fidanzò.

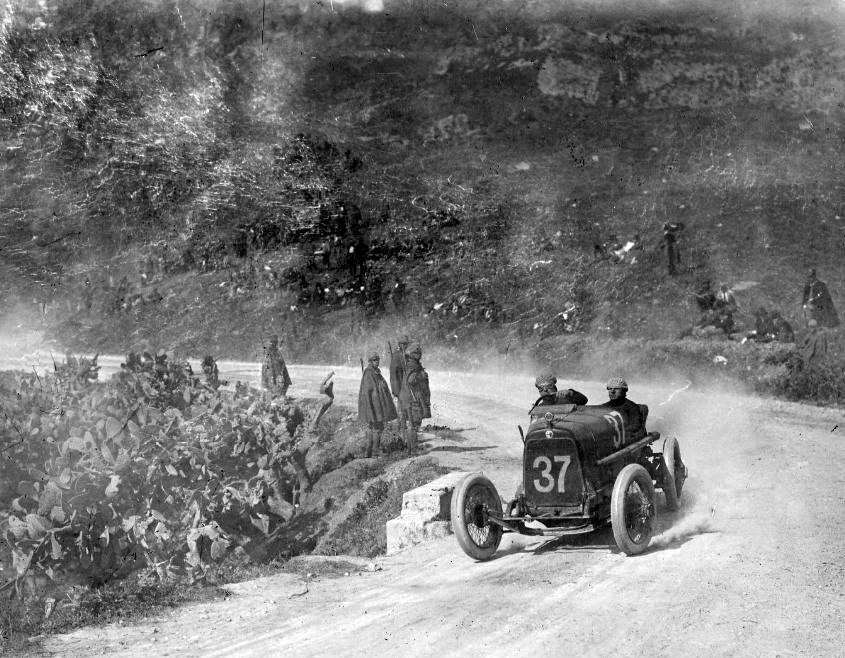
Enzo Ferrari alla Targa Florio del 1922 su Alfa-Romeo.

Dopo un breve pellegrinaggio tra le molte aziende metalmeccaniche torinesi, trovò occupazione nella Carrozzeria Giovannoni, specializzata nel recupero di autocarri leggeri del tipo Lancia Zeta-12/15HP o Fiat Brevetti dismessi dall'uso bellico. Demolite le carrozzerie, gli autotelai venivano ricondizionati e consegnati alla Carrozzeria Italo-Argentina di Milano, che provvedeva a trasformarli in torpedo o coupé de ville di lusso. Compito del giovane Ferrari, oltre al lavoro d'officina, era quello di collaudare gli autotelai ricondizionati e consegnarli alla committente nel capoluogo lombardo. Divenne così un provetto guidatore. La domanda di autotelai recuperati, però, si affievolì in pochi mesi, man mano che le case automobilistiche venivano progressivamente riconvertite alla produzione civile, lasciando nuovamente intravedere a Ferrari la disoccupazione.

Fu durante una delle sue trasferte a Milano che, alla fine del 1919, trovò una nuova occupazione, in una piccola impresa meccanica milanese, la CMN, della quale era socio Ugo Sivocci, conosciuto casualmente da Ferrari nel Bar Vittorio Emanuele di via Orefici. Ferrari e Sivocci divennero amici ed il secondo prese a cuore la situazione del primo, all'epoca squattrinato, ingaggiandolo come assistente al collaudo. La prima competizione importante cui partecipò fu la X Targa Florio, ma la prestazione gli fu pregiudicata allorché la sua CMN 15/20HP fu fermata dai dimostranti durante una manifestazione politica: Ferrari riuscì a raggiungere Palermo solo quando i cronometristi avevano ormai abbandonate le loro postazioni.
(Enzo Ferrari, commentando il proprio ruolo tecnico)

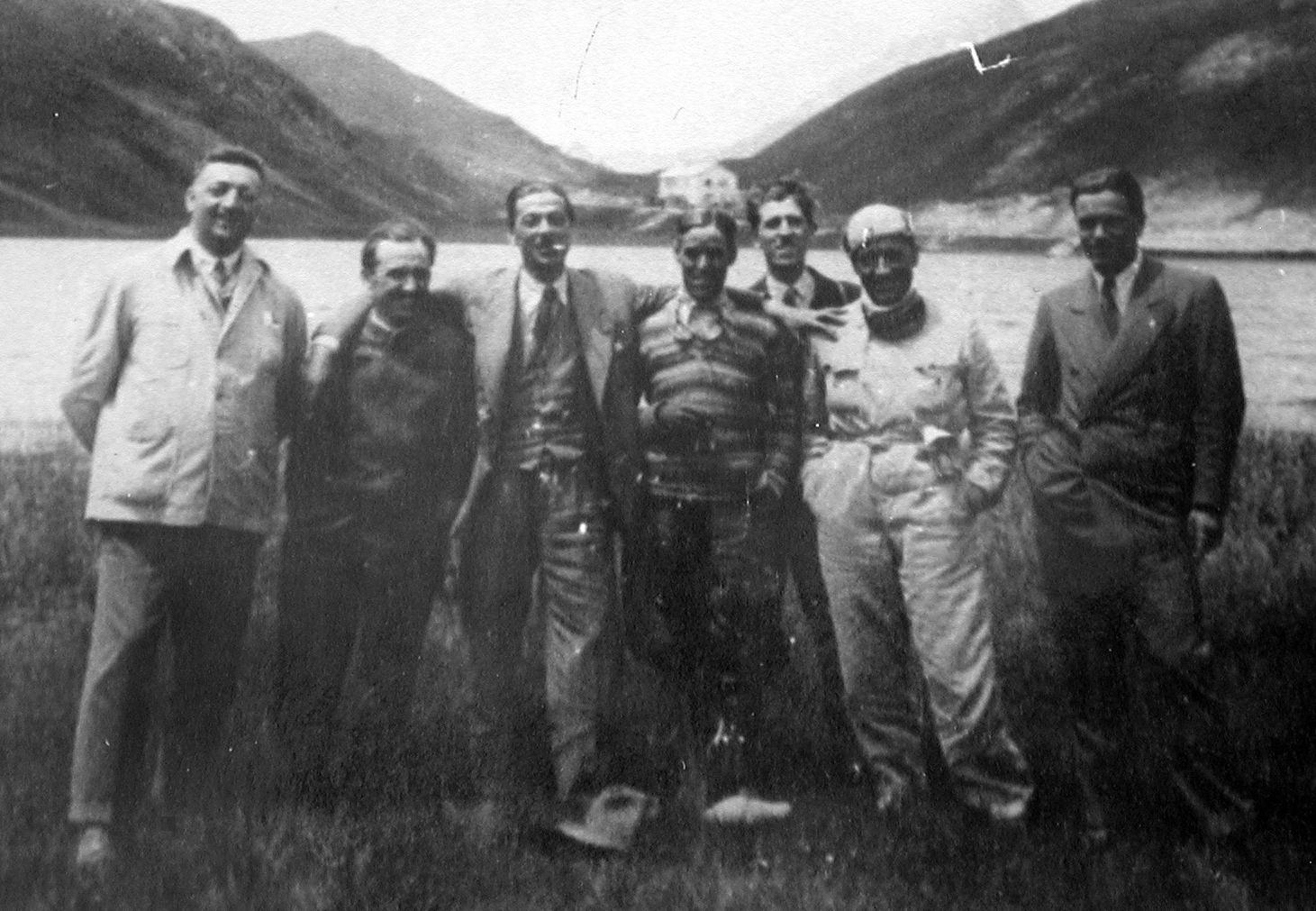
Enzo Ferrari, primo a sinistra, in compagnia di Prospero Gianferrari, Tazio Nuvolari e Achille Varzi, piloti Alfa Romeo (1930 circa)

Nel 1920 cominciò a correre con l'Alfa Romeo, che all'epoca era un club per gentlemen-drivers. Una volta normalizzata la propria disponibilità economica, decise di accasarsi con Laura, che sposò a Torino il 28 aprile 1923. Nello stesso anno Ferrari vinse la prima edizione del Gran premio del Circuito del Savio (Savio è una frazione di Ravenna). Secondo quanto narrato dallo stesso Ferrari, fu in quell'occasione che incontrò la contessa Paolina de Biancoli, madre dell'aviatore eroe della prima guerra mondiale Francesco Baracca, la quale gli consegnò un'immagine del simbolo che il figlio portava sulla carlinga, un cavallino rampante, e gli disse: «Ferrari, metta sulle sue macchine il cavallino rampante del mio figliolo. Le porterà fortuna». A partire dal 1932 questo simbolo (su fondo giallo, colore della città di Modena) apparve sulla carrozzeria delle vetture utilizzate dalla Scuderia Ferrari. Nel 1924 fu insignito del titolo di Cavaliere dell'Ordine della Corona del Regno d'Italia.
Nel 1924 Enzo Ferrari partecipò alla fondazione del giornale sportivo bolognese «Corriere dello Sport», rimanendo consigliere delegato della società editrice fino al 1926, anno del suo disimpegno dall'editoria. Nello stesso anno vinse la coppa Acerbo a Pescara; alla fine della stagione sportiva dovette troncare ogni attività agonistica a causa di un forte esaurimento nervoso, che lo costrinse a ritornare a Modena per lunghe cure. A coronamento della sua carriera sportiva, gli furono conferite le onorificenze di Cavaliere Ufficiale e Commendatore della Corona. Nel 1929, completamente rimessosi, venne richiamato a Milano per fondare una squadra corse collegata all'Alfa Romeo, che sarebbe diventata celebre come Ferrari.
Ferrari convinse il grande progettista Vittorio Jano a lasciare la FIAT e approdare alla Ferrari, inseguendo con lui i suoi sogni. All'epoca Enzo gestiva lo sviluppo delle vetture Alfa e costruì un team di oltre 40 piloti, tra cui Antonio Ascari, Giuseppe Campari e Tazio Nuvolari. Ferrari stesso continuò a correre fino alla nascita, nel 1932, del figlio Alfredo, detto Dino.

### La nascita della Ferrari
La crisi economica nel 1933 portò l'Alfa Romeo a ritirarsi fino al 1937. Poco dopo Ferrari creò l'Auto Avio Costruzioni (AAC) con sede a Modena. A causa della guerra, per paura dei bombardamenti, nel 1943 Enzo Ferrari trasferì l'AAC nel suo nuovo stabilimento di Maranello. Dopo la guerra, Ferrari creò la "Scuderia Ferrari", la sezione sportiva della casa automobilistica Ferrari, che era esistente fin dal 1930, ma che fu costituita in ragione sociale solo nel 1947.

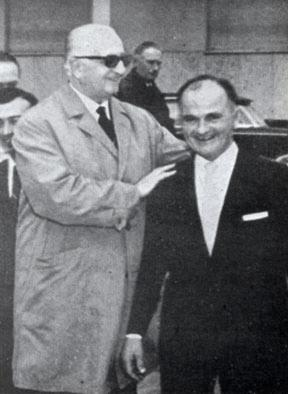
Enzo Ferrari con Ilario Bandini, 1964

La prima gara disputata nel campionato mondiale fu il Gran Premio di Monaco, il 21 maggio 1950, mentre la prima vittoria in F1 fu il Gran Premio di Gran Bretagna del 1951 con José Froilán González, sbaragliando lo squadrone Alfa Romeo. Fu la vittoria che diede inizio, nel mondo della F1, al declino dell'Alfa Romeo (la casa lombarda, pur vincendo il mondiale del 1951, decise di ritirarsi per questioni economiche, concentrandosi sulla produzione di veicoli stradali, senza portare in gara il rivoluzionario progetto 160) e, contemporaneamente, all'ascesa della Ferrari, causando al Drake un conflitto di sentimenti tra la sua nuova azienda e la vecchia casa milanese alla quale doveva ogni sua fama e conoscenza in campo automobilistico.
(Enzo Ferrari, Ferrari 80, Off. Grafiche Arbe, 1981)
Il primo titolo mondiale di F1 giunse nel 1952 con Alberto Ascari. La Scuderia Ferrari è sempre stata attiva nel campionato del mondo di Formula 1 fin dalla sua istituzione e ne ha vinto 15 volte il titolo piloti e 16 volte quello costruttori.
La conversione di Ferrari da pilota e direttore di scuderia sportiva in industriale dell'automobile fu stimolata dall'amicizia-competizione con Adolfo Orsi, proprietario della Maserati, e soprattutto con Vittorio Stanguellini, che alla fine degli anni quaranta dominava i circuiti del mondo con le auto FIAT abilmente modificate. Testimonianze modenesi attestano che Ferrari si sarebbe avvalso dell'esperienza delle officine di Stanguellini, usufruendo anche di tecnici dell'amico-avversario.
Ferrari fu insignito di molti titoli, ma quello di cui più si vantava era quello di "ingegnere meccanico", datogli ad honorem nel 1960 dall'Università di Bologna.

### Ultimi anni

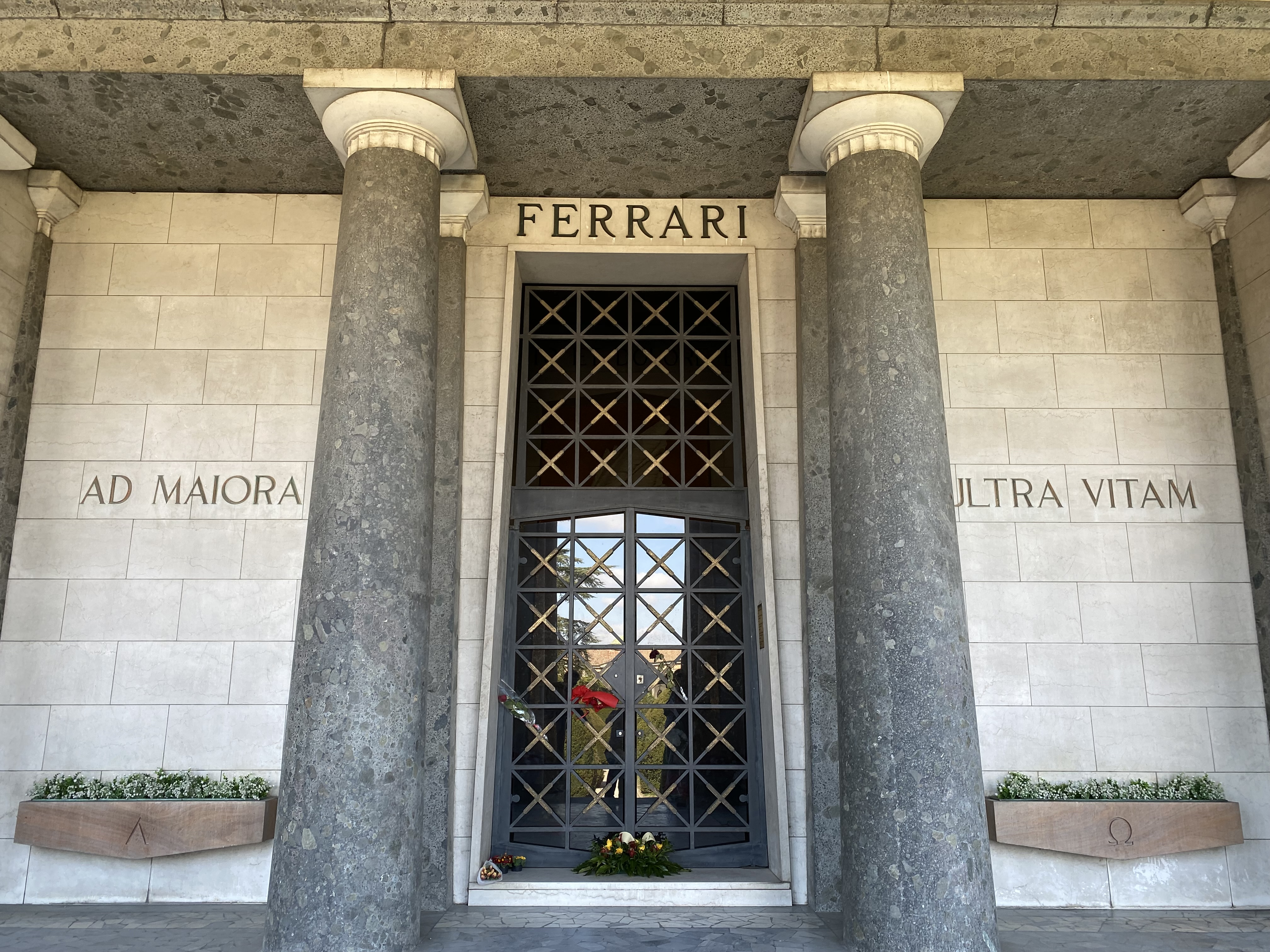
La cappella Ferrari nel cimitero di San Cataldo a Modena

Enzo Ferrari, seppur provato dalla vecchiaia, continuò a occuparsi dell'azienda fino alle sue ultime settimane di vita: nel gennaio 1988 si recò personalmente in municipio a Modena per ottenere le autorizzazioni alla demolizione della sede storica in viale Trento e Trieste. Il 1° febbraio fece la sua ultima apparizione pubblica, in occasione del conferimento della laurea honoris causa in fisica presso l'Università di Modena. Il 20 febbraio, per il suo novantesimo compleanno, diede una festa presso lo stabilimento di Maranello, aperta ai soli familiari e dipendenti, per un totale di circa 1800 persone: a ciascuno regalò un modellino della F40 (ultima auto stradale prodotta sotto la sua supervisione) e una medaglietta commemorativa.
Poche settimane dopo fu colpito da un blocco renale, che lo obbligò a sottoporsi a dialisi, ma riuscì comunque a recarsi sporadicamente a Maranello finché fu in vita; dovette tuttavia rinunciare, con grande dispiacere, a incontrare papa Giovanni Paolo II, che il 4 giugno giunse in visita agli stabilimenti Ferrari e alla pista di Fiorano. A fare gli onori di casa vi fu il figlio Piero e il pontefice poté parlare col Drake soltanto telefonicamente.
Enzo Ferrari morì nella sua casa di Modena il 14 agosto 1988, all'età di 90 anni. La notizia della sua morte, seguendo le sue volontà, fu divulgata solo a esequie avvenute. Il funerale si svolse a Ferragosto, di primo mattino, in forma strettamente privata, senza corteo e alla presenza dei soli parenti e alcuni intimi amici, da lui stesso annotati in un foglio di carta lasciato accanto al letto. Ferrari è stato tumulato nella cappella di famiglia nel cimitero di San Cataldo, a Modena, nel loculo in fondo a sinistra, accanto alla sepoltura del padre. Sempre sulla sinistra riposano la madre e il fratello maggiore, mentre nella parte destra della cappella sono sepolti la moglie Laura Garello (1900-1978) e il primo figlio Dino. Per volontà familiare, la cappella non è visitabile dal 1979, anno in cui ignoti profanarono la tomba di Dino nel tentativo di trafugarne la salma.
Poco meno di un mese dopo, al Gran Premio d'Italia di Formula 1 a Monza, Gerhard Berger e Michele Alboreto con le due Ferrari si piazzarono al primo e al secondo posto. Il successo fu dedicato alla sua memoria.

## Vita privata

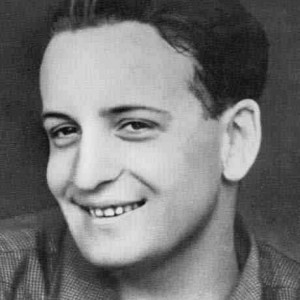
Dino Ferrari, primogenito di Enzo, morto a causa della distrofia di Duchenne.

Ferrari, come già detto, fu sposato con Laura Garello (1900-1978), dalla quale ebbe nel 1932 il figlio Alfredo, detto Dino, morto nel 1956 all'età di 24 anni a causa della distrofia di Duchenne.
Nel 1945, dalla relazione con Lina Lardi (1911-2006), ebbe un secondo figlio, Piero, inizialmente registrato all'anagrafe con il solo cognome materno (in quanto nato mentre il padre era ancora coniugato con la Garello, e fino al 1975 le leggi italiane non consentivano agli uomini sposati di assegnare il proprio cognome ai figli nati al di fuori del matrimonio) e diventato dirigente nell'azienda di famiglia. Piero (che non conobbe mai il fratellastro Dino nel periodo in cui entrambi furono in vita) lo rese nonno di un'unica nipote, Antonella, nata nel 1968.
Divenne in seguito nota la sua relazione con Fiamma Breschi (1934-2015), conosciuta nel 1958 e frequentata fino alla morte.
Il 21 febbraio 1988, un giorno dopo aver compiuto 90 anni e poco meno di sei mesi prima di morire, diventò bisnonno di Enzo, figlio di Antonella.
Da sempre tifoso del Modena Football Club, ne fu anche dirigente per un breve periodo negli anni '60. 
La sua riservatezza lo portava anche a concedere raramente interviste. Negli anni cinquanta, ai giornalisti che spesso gli chiedevano se la sua auto personale fosse una Ferrari, rispondeva: «No, purtroppo non me la posso permettere». Nonostante avesse adottato come stemma per le sue auto il simbolo del celebre asso dell'aviazione Francesco Baracca, non viaggiò mai in aereo e con il passare del tempo si spostò sempre più raramente da Modena e Maranello. Nella sua lunga carriera lavorativa, inoltre, si concedette pochissimi periodi di ferie, che trascorreva solitamente in una casa che aveva acquistato a Viserba, sul mare Adriatico; costringeva altresì i propri piloti, dipendenti e collaboratori ad assecondare i propri ritmi lavorativi.
Scriveva sempre e solo utilizzando una penna stilografica con inchiostro viola, in ricordo delle copie dei documenti del padre.

## La casa automobilistica
(Enzo Ferrari)

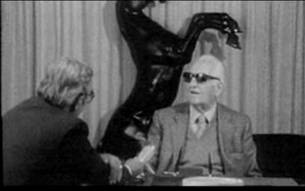
Enzo Ferrari in una delle rare interviste rilasciate, con alle spalle il cavallino rampante, simbolo della Ferrari.

La Ferrari vendeva vetture sportive per finanziare la partecipazione alla Formula 1 e a eventi come la Mille Miglia e la 24 Ore di Le Mans (che la scuderia vinse 9 volte, di cui sei di seguito dal 1960 al 1965).
Negli anni sessanta l'azienda fu trasformata in società per azioni. Nel 1969, a fronte di difficoltà finanziarie, Ferrari fu costretto a cedere una quota della sua impresa alla FIAT (dopo aver rifiutato l'offerta della Ford), la quale, inizialmente presente come socio paritario, ne assunse in seguito il controllo. Il legame con FIAT terminerà nel 2013, quando il marchio torinese viene avviato all'inquadramento nella nuova holding FCA, mentre la casa del Cavallino passa alla società di diritto olandese New Business Netherlands N.V. - poi divenuta Ferrari N.V., parzialmente quotata in borsa - sotto il diretto controllo della holding della famiglia Agnelli Exor S.p.A. (con il 23,5%) e del figlio di Enzo, Piero (con il 10%), maggiori azionisti e legati da un patto parasociale per il controllo della maggioranza dei diritti di voto.

## Carriera agonistica come pilota automobilistico
(Enzo Ferrari, intervistato da Enzo Biagi)

Enzo Ferrari in compagnia del figlio Piero

Nel 1919, all'età di 21 anni, Enzo Ferrari intraprende una carriera agonistica come pilota automobilistico ufficiale della neonata casa automobilistica CMN-Costruzioni Meccaniche Nazionali che lo vedrà in seguito legato all'Alfa Romeo, per un totale di 41 gare in cui avrà alterna fortuna.
Nel 1924 vince la Coppa Acerbo di cui dirà in seguito: "Tra tutte le gare alle quali ho partecipato, ricordo con particolare soddisfazione la mia vittoria a Pescara nel 1924 con un'Alfa Romeo RL. Con questa vettura avevo già vinto a Ravenna sulla pista di Savio e a Rovigo sulla pista del Polesine, ma è stato alla Coppa Acerbo che è iniziata la mia fama come pilota. Fui infatti in grado di battere le Mercedes che arrivavano dal successo alla Targa Florio".
Resterà per sempre un mistero, in quanto Ferrari negli anni seguenti non volle mai parlare di tale episodio, la sua rinuncia al Gran Premio d'Europa del 1924 a Lione, ufficialmente per motivi di salute, in cui avrebbe dovuto confrontarsi con Antonio Ascari, Giuseppe Campari e Louis Wagner, gli altri tre piloti che portavano in gara vetture Alfa Romeo ufficiali. Si trattava di una competizione di rilievo internazionale che gli offriva la possibilità di affermarsi definitivamente come pilota automobilistico e certamente la più importante tra quelle a cui ebbe modo di partecipare. Il 18 luglio 1924 partecipò al primo giorno di prove del Gran Premio d'Europa, poi tornò in Italia senza disputare la corsa. Al suo rientro alle competizioni, nel 1927, prese parte solo a gare di rilievo locale.
La sua carriera si concluse nel 1931, anno precedente a quello della nascita del suo primo figlio Dino Ferrari, di cui ebbe a dire: 

## Risultati

### Gran Premi di automobilismo
| Anno | Squadra                            | Costruttore | Vettura                 | 1   | 2       | 3       | 4     |
| ---- | ---------------------------------- | ----------- | ----------------------- | --- | ------- | ------- | ----- |
| 1919 | Costruzioni Meccaniche Nazionali   | CMN         | CMN 15/20 HP/2.3        | IND | ELG     | CER Rit |       |
| 1920 | Isotta                             | Isotta      | Isotta Fraschini        | IND | MUG Rit | ELG     | CER   |
| 1920 | Accomandita Ing. Nicola Romeo & Co | Alfa Romeo  | Alfa Romeo 40/60 HP/6.1 | IND | MUG     | ELG     | CER 2 |
| 1924 | Alfa Corse                         | Alfa Romeo  | Alfa Romeo P2           | IND | FRA NP  | ITA     |       |

### Targa Florio
| Anno    | Scuderia                           | Costruttore | Vettura                 | Numero | Categoria     | Classe  | Co-Pilota     | Giri | Risultato assoluto | Risultato di classe |
| ------- | ---------------------------------- | ----------- | ----------------------- | ------ | ------------- | ------- | ------------- | ---- | ------------------ | ------------------- |
| 1919    | Costruzioni Meccaniche Nazionali   | CMN         | CMN 15/20 HP/2.3        | 22     | Categoria 2   | 80      |               | 3    | Rit                | Rit                 |
| 1920    | Accomandita Ing. Nicola Romeo & Co | Alfa Romeo  | Alfa Romeo 40/60 HP/6.1 | 14     | Categoria 7   | +5.0    | Michele Conti | 4    | 2º                 | 1º                  |
| 1921    | Accomandita Ing. Nicola Romeo & Co | Alfa Romeo  | Alfa Romeo 20/30 ES/4.2 | 20     | Turismo/Sport | T/S 4.5 |               | 4    | 5º                 | 2º                  |
| 1922    | Accomandita Ing. Nicola Romeo & Co | Alfa Romeo  | Alfa Romeo 20/30 ES/4.2 | 37     | Turismo/Sport | T/S 4.5 |               | 4    | 16º                | 3º                  |
| 1923    | Accomandita Ing. Nicola Romeo & Co | Alfa Romeo  | Alfa Romeo RLS/3.2      | 14     | ?             | 4.5     |               | 2    | Rit                | Rit                 |
| Legenda |                                    |             |                         |        |               |         |               |      |                    |                     |

### Coppa Acerbo
| Anno    | Scuderia         | Costruttore | Vettura            | Numero | Categoria | Classe | Co-Pilota | Giri | Risultato assoluto | Risultato di classe |
| ------- | ---------------- | ----------- | ------------------ | ------ | --------- | ------ | --------- | ---- | ------------------ | ------------------- |
| 1924    | Enzo Ferrari     | Alfa Romeo  | Alfa Romeo RL      | 1      | -         | -      |           | 10   | 1º                 | 1º                  |
| 1930    | Scuderia Ferrari | Alfa Romeo  | Alfa Romeo 6C 1750 | 50     | -         | -      |           | 1    | Rit                | Rit                 |
| Legenda |                  |             |                    |        |           |        |           |      |                    |                     |

### Gare extra campionato
| Anno    | Vettura    | 1       | 2       | 3       | 4     |
| ------- | ---------- | ------- | ------- | ------- | ----- |
| 1921    | Alfa Romeo | TGF 5   |         |         |       |
| 1921    | Diatto     |         | MUG 2   |         |       |
| 1922    | Alfa Romeo | TGF 16  | MUG Rit |         |       |
| 1923    | Alfa Romeo | TGF Rit | MUG Rit | SAV 1   |       |
| 1924    | Alfa Romeo | SAV 1   | POL 1   | CRE Rit | CAC 1 |
| 1928    | Alfa Romeo | MUG 3   |         |         |       |
| 1929    | Alfa Romeo | ALS Rit | POZ 5   | MUG 8   |       |
| 1930    | Alfa Romeo | MON NP  | ALS 3   | CAC Rit |       |
| Legenda |            |         |         |         |       |

### Gare disputate
Di seguito sono riportate le competizioni automobilistiche in cui Enzo Ferrari ha gareggiato come pilota e i risultati ottenuti:
| Data                                       | Gara                                   | Vettura                                      | Classifica                            |
| 5 ottobre 1919                             | Parma - Poggio di Berceto              | CMN 15/20 HP                                 | 11º assoluto, 4º di categoria         |
| 23 novembre 1919                           | X Targa Florio                         | CMN 20 HP                                    | 9º assoluto                           |
| 30 maggio 1920                             | Parma - Poggio di Berceto              | Isotta Fraschini 100/110 IM Corsa            | 3º assoluto, 2º di categoria          |
| 13 giugno 1920                             | Circuito del Mugello                   | Isotta Fraschini 100/110 IM Corsa            | ritirato                              |
| 20 giugno 1920                             | Coppa della Consuma                    | Isotta Fraschini 100/110 IM Corsa            | ritirato                              |
| 24 ottobre 1920                            | XI Targa Florio                        | Alfa Romeo 20-40                             | 2º assoluto, 1º di categoria          |
| 14 novembre 1920                           | Chilometro lanciato di Gallarate       | Alfa Romeo 40-40 HP                          | 4º assoluto, 1º di categoria          |
| 8 maggio 1921                              | Parma - Poggio di Berceto              | Alfa Romeo 20-30 ES Sport                    | ritirato                              |
| 29 maggio 1921                             | XII Targa Florio                       | Alfa Romeo 20-30 ES Sport                    | 5º assoluto, 2º di categoria          |
| 24 luglio 1921                             | Circuito del Mugello                   | Alfa Romeo ES Sport                          | 2º assoluto, 1º di categoria          |
| 7-15 agosto 1921                           | Coppa delle Alpi                       | Alfa Romeo ES Sport                          | 5º assoluto, 2º di categoria          |
| 28 agosto 1921                             | Aosta - Gran San Bernardo              | Alfa Romeo?                                  | 5º assoluto, 1º di categoria          |
| 7 settembre 1921                           | Chilometro lanciato di Brescia         | Alfa Romeo 40-40 HP                          | 5º assoluto, 4º di categoria          |
| 2 aprile 1922                              | XIII Targa Florio                      | Alfa Romeo 20-30 ES                          | 16º assoluto, 3º di categoria         |
| 11 giugno 1922                             | Coppa della Consuma                    | Alfa Romeo 20-30 ES                          | 7º assoluto; 4º di categoria          |
| 18 giugno 1922                             | Circuito del Mugello                   | Alfa Romeo 20-30 ES                          | ritirato                              |
| 30 luglio 1922                             | Aosta - Gran San Bernardo              | Steyr?                                       | 8º assoluto, 2º di categoria          |
| 22 ottobre 1922                            | Gran Premio Autunno (a Monza)          | ?                                            | ?                                     |
| 15 aprile 1923                             | XIV Targa Florio                       | Alfa Romeo RL Targa Florio                   | ritirato                              |
| 10 giugno 1923                             | Circuito del Mugello                   | Alfa Romeo RL Targa Florio                   | ritirato                              |
| 17 giugno 1923                             | Circuito del Savio                     | Alfa Romeo RL Targa Florio                   | 1º assoluto                           |
| 5-15 agosto 1923                           | Coppa delle Alpi                       | Alfa Romeo RL SS                             | 4º assoluto, 1º ex aequo di categoria |
| 16 marzo 1924                              | Chilometro lanciato di Ginevra         | Alfa Romeo RL SS                             | 4º assoluto, 1º di categoria          |
| 23 marzo 1924                              | Coppa Verona (Salita delle Torricelle) | Alfa Romeo RL SS                             | 2º assoluto                           |
| 25 maggio 1924                             | Circuito del Savio                     | Alfa Romeo RL Targa Florio                   | 1º assoluto                           |
| 1º giugno 1924                             | Circuito del Polesine                  | Alfa Romeo RL Targa Florio                   | 1º assoluto                           |
| 13 luglio 1924                             | I Coppa Acerbo                         | Alfa Romeo RL Targa Florio                   | 1º assoluto                           |
| 3 agosto 1924                              | Gran Premio d'Europa (a Lione)         | Alfa Romeo P2                                | gara non disputata                    |
| nel 1925 e nel 1926 nessuna partecipazione |                                        |                                              |                                       |
| 15 maggio 1927                             | Circuito di Alessandria                | Alfa Romeo RL MM                             | 1º assoluto                           |
| 5 giugno 1927                              | Circuito di Modena                     | Alfa Romeo 6C 1500                           | 1º assoluto                           |
| 29 aprile 1928                             | Circuito di Alessandria                | Alfa Romeo 6C 1500                           | 1º assoluto                           |
| 20 maggio 1928                             | Circuito di Modena                     | Alfa Romeo 6C 1500 SS con compressore Zagato | 1º assoluto                           |
| 3 giugno 1928                              | Circuito del Mugello                   | Alfa Romeo 6C 1500 SS                        | 3º assoluto                           |
| 21 aprile 1929                             | Circuito di Alessandria                | Alfa Romeo 6C 1750                           | ritirato                              |
| 2 giugno 1929                              | Circuito del Pozzo                     | Alfa Romeo 6C 1750                           | 5º assoluto, 5º di categoria          |
| 9 giugno 1929                              | Circuito del Mugello                   | Alfa Romeo 6C 1750                           | 8º assoluto                           |
| 20 aprile 1930                             | Circuito di Alessandria                | Alfa Romeo 6C 1750 GS                        | 3º assoluto, 3º di categoria          |
| 10 agosto 1930                             | Circuito delle Tre Provincie           | Alfa Romeo 6C 1750                           | ritirato                              |
| 17 agosto 1930                             | Circuito di Pescara                    | Alfa Romeo 6C 1750                           | ritirato                              |
| 14 giugno 1931                             | Bobbio - Passo del Penice              | Alfa Romeo 8C 2300 MM                        | 1º assoluto                           |
| 9 agosto 1931                              | Circuito delle Tre Provincie           | Alfa Romeo 8C 2300 MM                        | 2º assoluto                           |

## Museo
A ridosso della casa natale è stato inaugurato il 10 marzo 2012 il Museo Enzo Ferrari. Il progetto ha previsto la realizzazione di una struttura di nuova concezione per l'esposizione di autovetture importanti per la carriera del mito e, all'interno dell'officina del padre Alfredo, è stato realizzato un percorso fatto di filmati, immagini ed effetti personali che fanno rivivere la vita di Enzo Ferrari.

## Riconoscimenti
- 1962: Premio Hammarskjöld (premio dell'ONU per le Scienze Sociali)
- 1965: Premio Columbus (Istituto Internazionale delle Comunicazioni)
- 1987: Premio Alcide De Gasperi
- 1994: International Motorsports Hall of Fame
- 2000: Automotive Hall of Fame

## Onorificenze
Venne più volte proposto per il titolo di senatore a vita. La candidatura più pressante venne avanzata congiuntamente sulla stampa da Enzo Biagi e Indro Montanelli, che perorarono la causa con alcuni articoli direttamente rivolti al Presidente della Repubblica Sandro Pertini, il quale però non accolse la richiesta e dichiarò: «Uno come Ferrari non ha bisogno del laticlavio».

## Opere di Enzo Ferrari
- Le mie gioie terribili, Rocca San Casciano, Cappelli Editore, 1962.
- Le mie gioie terribili due anni dopo, Rocca San Casciano, Cappelli Editore, 1964.
- Le briglie del successo, Bologna, Il Borgo, 1970.
- Ferrari, Modena, ARBE, 1974.
- Il flobert, Modena, ARBE, 1976.
- Ferrari80, Modena, ARBE, 1979.
- Piloti, che gente..., San Lazzaro di Savena, Conti Editore, 1985.

## Filmografia
- Nella miniserie TV Ferrari (2003), diretta da Carlo Carlei, Enzo Ferrari è interpretato da Sergio Castellitto. Le due puntate ripercorrono gli eventi salienti della sua vita: infanzia, Grande Guerra, primi passi nelle corse, vita privata, la morte del figlio Dino e dell'amico progettista Vittorio Jano, fallimenti e successi, il rapporto conflittuale con alcuni collaboratori e con il pilota Gilles Villeneuve, fino agli ultimi anni.
- Augusto Dallara interpreta Ferrari nel film Rush (2013), nella scena in cui l'ingegnere annuncia il ritorno alla Ferrari di Clay Regazzoni e l'ingaggio di Niki Lauda.
- Remo Girone interpreta Enzo Ferrari nel film Le Mans '66 - La grande sfida (2019). Il film narra la storia della guerra Ferrari-Ford, ossia la rivalità tra Enzo Ferrari e Henry Ford II, presidente della Ford e nipote di Henry Ford, nel campionato del mondo sportprototipi iniziata negli anni '60. Viene anche mostrato il tentativo dei dirigenti Ford di acquistare una quota della Ferrari, fallito perché la Ford voleva imp orre il controllo e l'approvazione della dirigenza americana su ogni aspetto delle auto da corsa. Poco dopo, Ferrari accettò invece l'offerta di Gianni Agnelli, presidente della FIAT, che gli garantì il totale controllo sul reparto corse.
- Adam Driver interpreta Enzo Ferrari nel film del 2023 Ferrari, diretto da Michael Mann. Il film è dedicato alla vita di Ferrari nel 1957, anno in cui il Drake dovette affrontare problemi familiari (la tristezza per la recente morte del figlio Dino e la scoperta da parte della moglie Laura della relazione extra-coniugale con Lina, dalla quale era nato il figlio Piero) e fece disputare la Mille Miglia sulle sue auto a quattro piloti, uno dei quali, lo spagnolo Alfonso de Portago, morì tragicamente nell'incidente di Guidizzolo.